# Carpinus orientalis
Espèce
Classification phylogénétique
Statut de conservation UICN

 LC  : Préoccupation mineure
Répartition géographique
Carpinus orientalis (le Charme d'Orient) est une espèce de plantes à fleurs de la famille des Betulaceae, originaire d'Europe du Sud-Est et d'Asie mineure.

## Synonyme
- Carpinus duinensis Scop.

## Sous-espèce
Une sous-espèce est reconnue : Carpinus orientalis subsp. macrocarpa (Willk.) Browicz

## Description
C'est un petit arbre qui atteint rarement 10 m de haut. Il affecte aussi des formes buissonnantes, en milieu très sec.
Son tronc est lisse et gris. Le feuillage est caduc, sans couleur automnale particulière.
Ses feuilles sont petites, de 3 à 5 cm de long, aux nervures marquées, plissées et vert-foncé.
Son fruit est un akène ligneux de 3 mm de long, attaché à une bractée caractéristique en forme de feuille simple d'environ 2 cm de long.

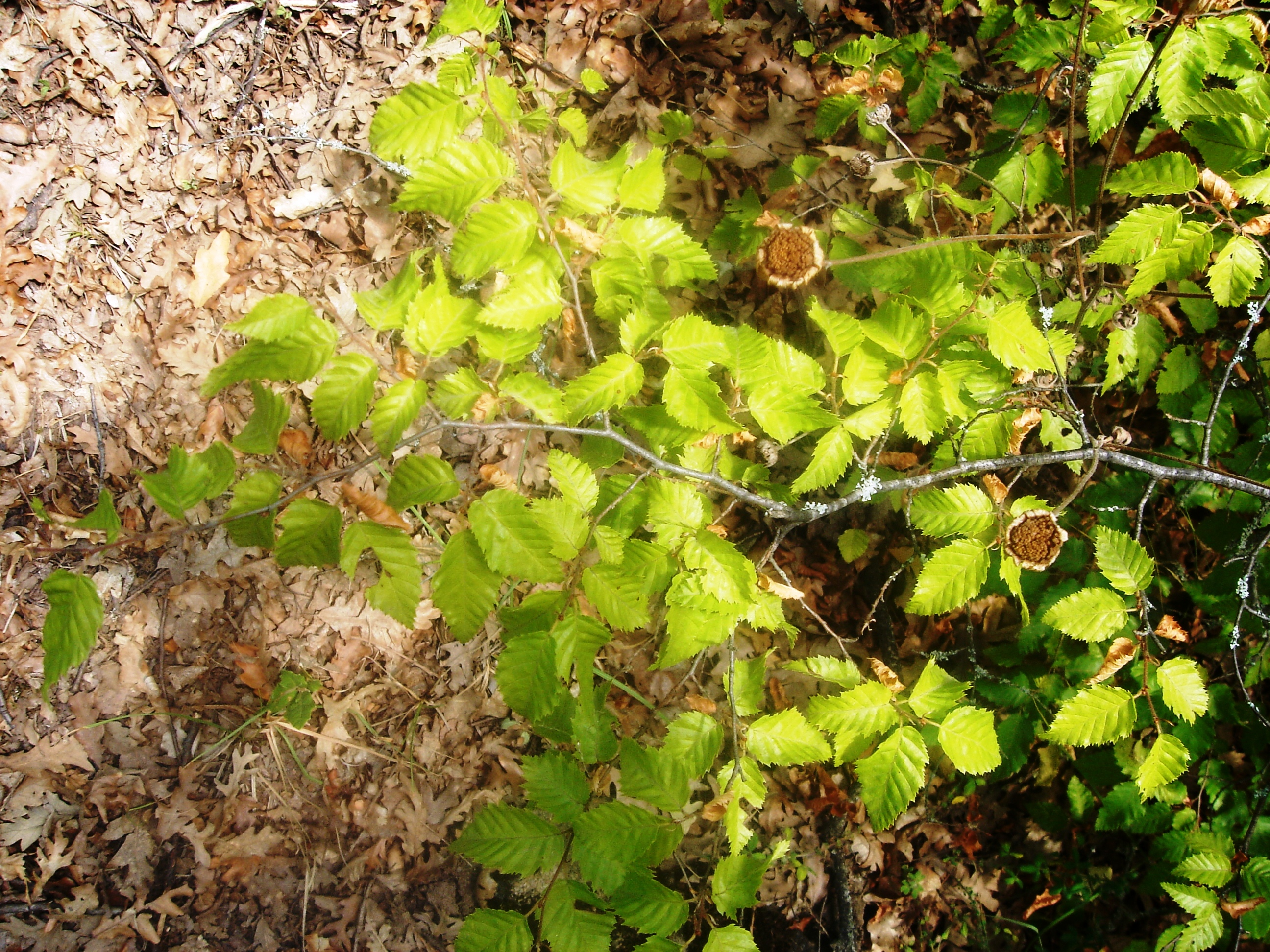
Carpinus orientalis

## Distribution
Cet arbre est répandu en Europe du Sud-Est, en Italie et localement dans le nord du Moyen-Orient.
Rare en France, on le trouve dans la région de Nice.
Il est très tolérant au calcaire ainsi qu'à la sécheresse. Il présente aussi une bonne résistance au froid.

## Utilisation
Il se prête  bien à la confection de haies (comme le charme commun) taillées ou non, ainsi qu'à la culture en bonsaï.